# Ustawienia domyślne
Ustawienia domyślne – termin używany odnośnie do początkowych parametrów lub do określonego sposobu przeprowadzenia operacji systemu operacyjnego, ustawionych przez programistę, które użytkownik może sam zmienić. Jeśli użytkownik zmienia ustawienia z domyślnych na inne, może je potem przywrócić przez naciśnięcie odpowiedniego polecenia – powrót do ustawień domyślnych.

## Zastosowanie
Domyślne ustawienia dotyczą między innymi:
- programów, np. do otwierania określonych typów plików, jak np. pliki muzyczne
- urządzeń[1]
- aplikacji
- sieci
- trybu punktu dostępu[2]
- koordynacji[3]
- strony
- stylów, np. CSS[4]
- szablonów[5]
- dokumentów[6]
- skrótów klawiaturowych[7]
- konta pocztowego[8]
- haseł routerów[9]
- argumentów funkcji[10]
- szyfrowania danych[11]